# Opel Kadett
Opel Kadett byl osobní automobil vyráběný německou automobilkou Opel mezi lety 1936–1940 a 1962–1991 (kabriolet do roku 1993) coby jedna předválečná a pět poválečných generací. Nahrazen byl modelem Astra.

## Kadett I 1936–1940

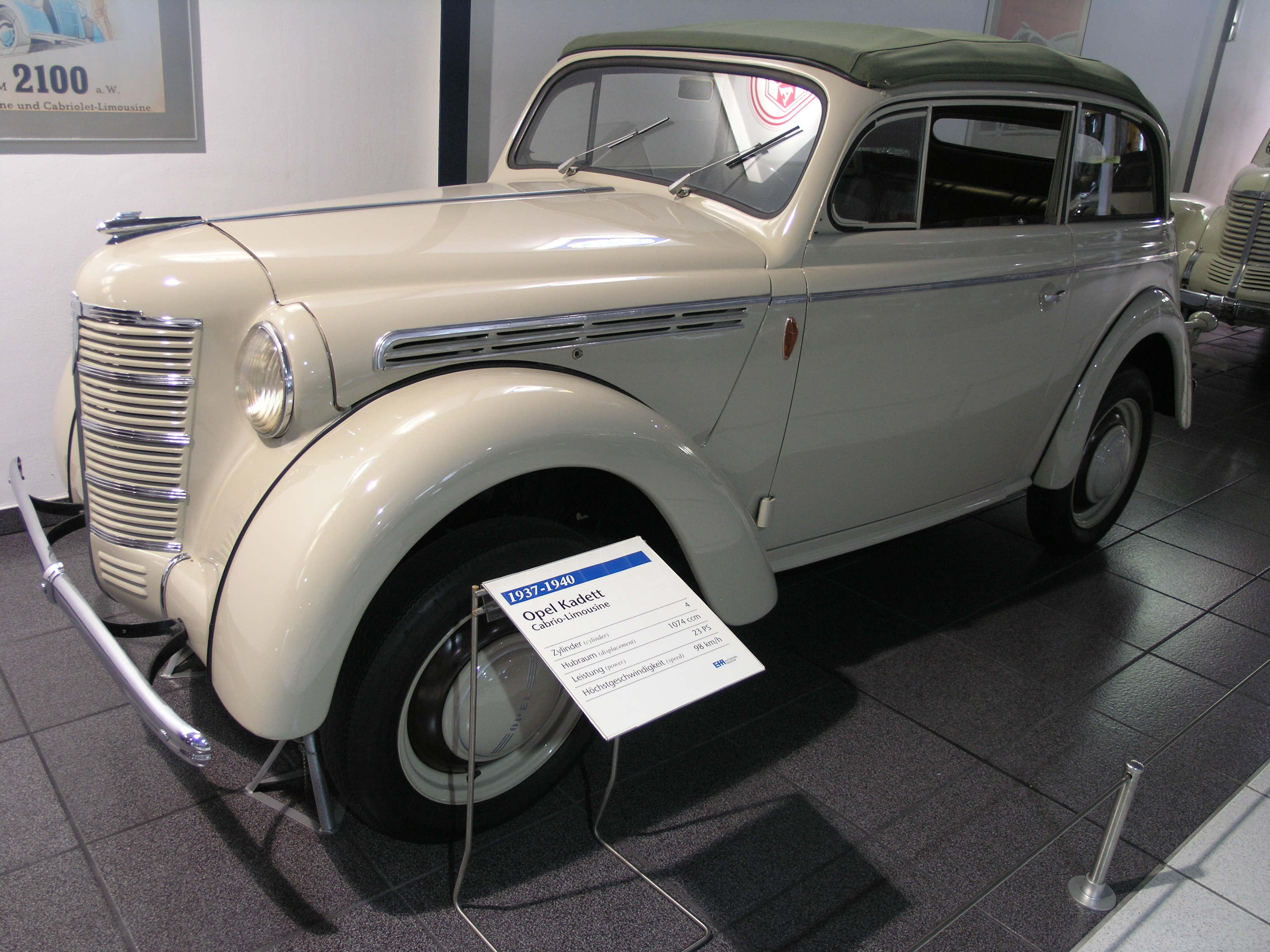
Kadett I

Kadett I navázal na pokrokově řešený Opel Olympia a jako on měl celokovovou samonosnou karosérií pro nízkonákladovou velkosériovou výrobu. V podobně moderním stylu, s délkou 3,8 m kratší jen o 0,2 m a rozvorem 2,34 m kratším o 0,09 m s motorem objemu 1 litr. V prosinci 1936 jej představil obchodně-technický ředitel Opelu Heinrich Nordhoff, který po válce řídil automobilku Volkswagen. Do poloviny roku 1940 bylo vyrobeno 107 000 vozů Kadett I. Pak stejně jako větší Olympia s motorem 1,5 litru a všechny ostatní osobní vozy Opel udělat místo válečné výrobě. Po válce se postupně modernizovaná Olympia vyráběla dál, Kadett z nabídky Opel ale zmizel. Sovětský svaz v rámci poválečných reparací zabavil kompletní výrobní linku a převezl ji na šedesáti železničních vozech do Moskvy, kde na ní po léta vyráběl Kadett provedení 1938 coby svůj Moskvič 400 a jeho nástupce.

## Kadett A 1962–1965

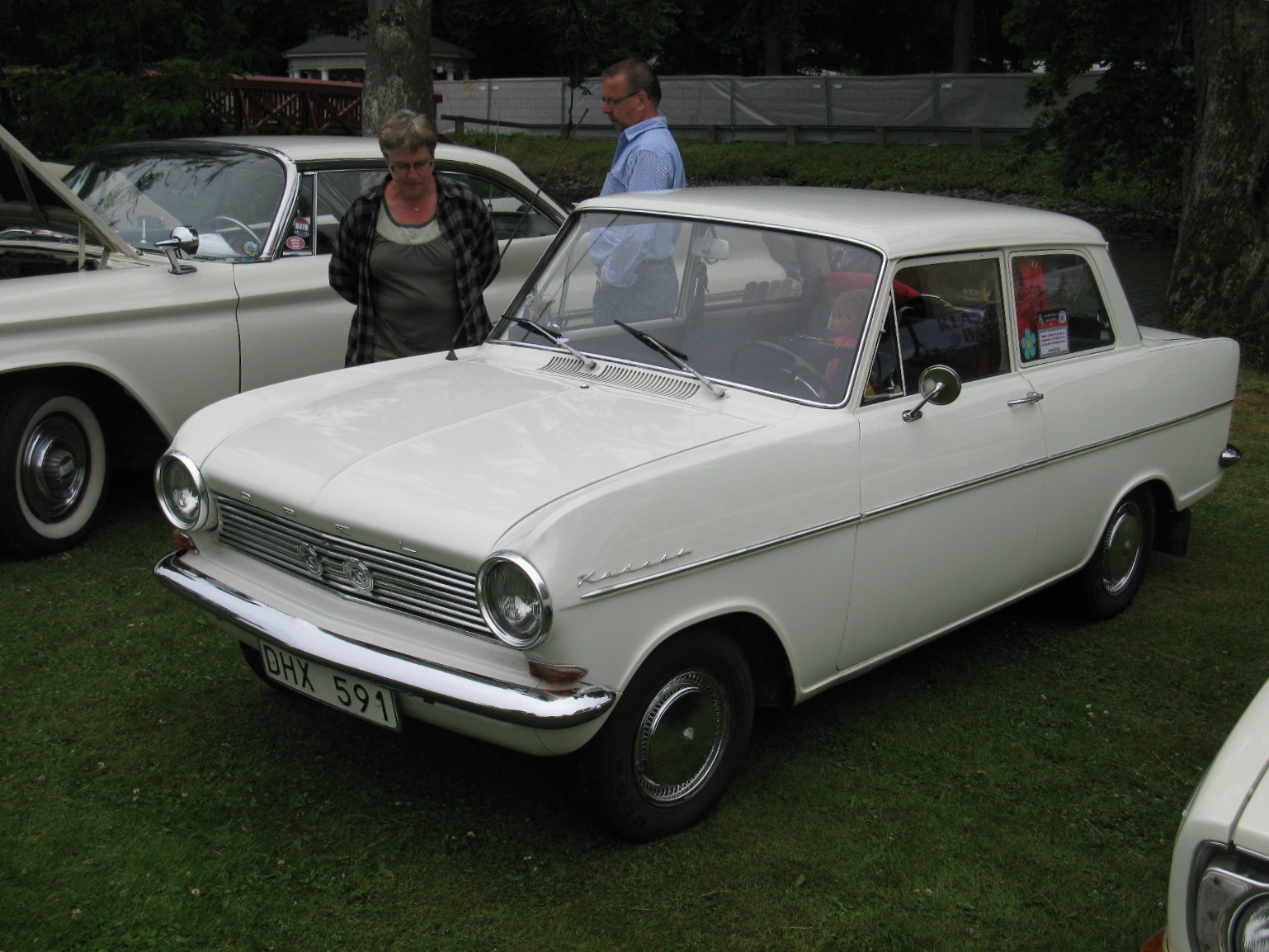
Kadett A

Vzmáhající se západoněmecká ekonomika umožnila širokým masám pořízení skutečných vozů namísto nouzových kabinových skútrů Messerschmitt, BMW Isetta, Heinkel, Fuldamobil aj. s motocyklovými motory v 50. letech. Zaregistroval to i Opel a na jaře 1960 zahájil výstavbu nové automobilky v Bochumi. Měla podstatným způsobem zvýšit výrobní kapacity a umožnit rozšíření nabídky o kompaktní typ, vyvíjený od roku 1957 jako konkurence vozu VW „Brouk“. V rekordním tempu postavená továrna, do které Opel investoval tehdy závratných 1,3 miliardy DM a zaměstnal v ní přes 9 tisíc lidí, začala v červnu 1962 vyrábět Kadett A.
Jednoduchý 3,9 m dlouhý kompaktní vůz měl technicky nenáročnou klasickou koncepci. Nově vyvinutý čtyřválec objemu 1 litr poháněl tuhou zadní nápravu odpruženou podélnými listovými pery. Přední kola byla zavěšena na příčných ramenech a spodních příčných listových perech. Hlavním konstruktérem vozu byl Hans Mersheimer, na konstrukci a vývoji spolupracovalo i technické středisko General Motors ve Warrenu ve státě Michigan. Přitažlivý vůz, opticky zmenšený Chevrolet Chevy II Nova, měl důvtipnou konstrukci, byl spolehlivý a nenáročný. Jako první Opel neměl např. mazací místa na podvozku.
Od června 1962 se Kadett začal prodávat jako čtyřmístný dvoudveřový tudor se stupňovitou zádí a litrovým motorem výkonu 29 kW ve spojení se čtyřstupňovou převodovkou. Od září se začalo prodávat úhledné čtyřmístné kupé s novou přídí a zároveň nabídku obohatila verze S poháněná motorem naladěným na 35 kW. Od března 1963 přibyla luxusněji vybavená verze L a prostorné třídveřové kombi označené CarAVan. I se slabším motorem dosahoval Kadett o hmotnosti 690 až 735 kg největší rychlosti 120 km/h, výkonnější přes 130 km/h. Spotřeba motorů se lišila cca o půl litru (8.0, 8.5 l/100 km), v zádi uložená palivová nádrž objemu 33 l nebyla nijak předimenzovaná.
Už v roce 1963 se produkce kompaktního vozu vyhoupla na 209 000 kusů, v následujícím roce pak až na 274 000 a Kadett tak tvořil 40% celkové výroby osobních vozů Opel. Do července 1965, kdy byl po pouhých třech letech nahrazen se vyrobilo téměř 650 000 Kadettů A, z toho přes 126 000 kombi Caravan.
Opel Kadett z roku 1963 vlastní Richard Hammond a říká mu Oliver.

## Kadett B 1965–1973

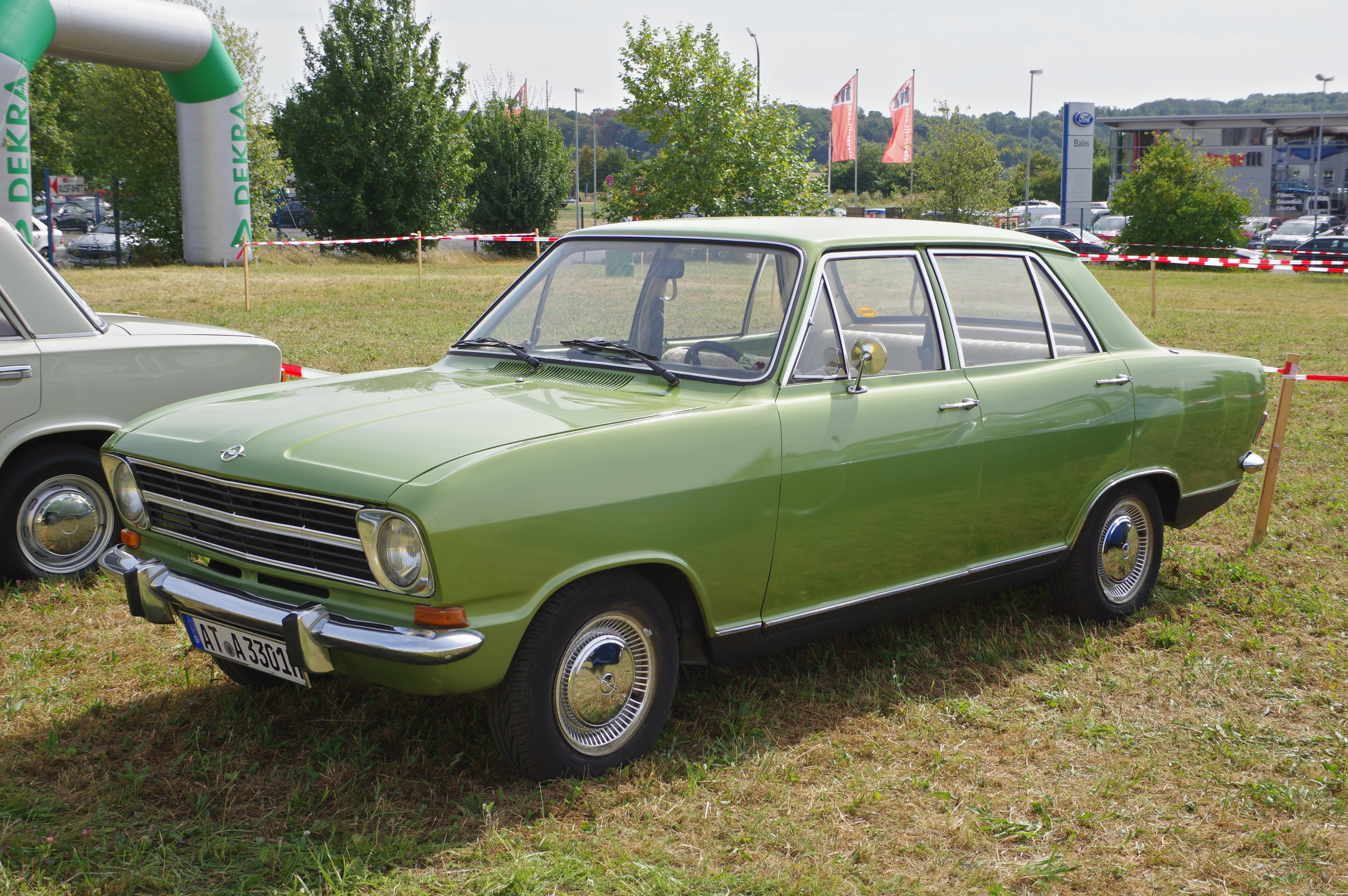
Kadett B

V září 1965 nahradil Kadett B předchůdce. Byl výrazně větší. Měl prostornější, o 0,1 m širší pětimístnou karoserii dlouhou 4,1 m, rozvor náprav prodloužený z 2,325 na 2,416 m a rozšířený rozchod předních i zadních kol. Zlepšily se jízdní vlastnosti. Vedle dvoudveřového tudoru, kupé se splývavou zádí a třídveřového kombi Caravan se poprvé objevil i čtyřdveřový sedan. Objem motoru se převrtáním zvětšil na 1,1 l, přičemž standardní verze poskytla 33 kW a výkonnější 40,5 kW, takže Kadett B s pohotovostní hmotností 750–790 kg dosahoval rychlosti až 135 km/h, slabší verze 125 km/h. S ohledem na lehce zvýšenou spotřebu (v průměru 9–10 l/100 km) byl objem palivové nádrže zvětšen na 40 l, výkonnější modely měly standardně přední kotoučové brzdy, jinak se montovaly za příplatek. V únoru 1967 se všechny varianty dočkaly dvouokruhové brzdové soustavy (u výkonnějších standardně s posilovačem), v létě téhož roku zcela nové zadní nápravy, nadále tuhé, ale lépe vedené podélnými rameny, zaručující lepší komfort a jízdní vlastnosti. Souběžně se začal montovat bezpečnostní dělený hřídel řízení a nový tříramenný volant s čalouněným středem.
Už koncem roku 1966 se začalo prodávat sportovně laděné kupé Opel Rallye Kadett s atraktivní výbavou a dvoukarburátorovou verzí motoru 1,1 l se 44 kW. Stalo se hitem a během následujících pěti let se prodalo přes 10 000 vozů Rallye Kadett různých provedení i s výkonnějšími motory. V září 1967 Opel překvapil zákazníky i konkurenci explozi nových modelů. Vozy Kadett B se prodávaly nejen s motorem 1,1 l, ale i s většími čtyřválci 1,7 a 1,9 l o 55, resp. 66 kW. Navíc se vedle nich objevily nové modely Olympia s elegantní splývavou zádí i ve čtyřdveřovém provedení, bohatou výbavou a motorem 1,7 a 1,9 l. Sportovně založení zákazníci si mohli pořídit kupé Opel Rallye Kadett 1900, jež s motorem o 90 k dosahovalo rychlosti 166 km/h za 13 s. Milovníci pohodlí si od listopadu 1968 mohli objednat čtyřválce 1,7 nebo 1,9 l s třístupňovou samočinnou převodovkou z továrny GM v Štrasburku. Od jara 1969 se třístupňová automatika montovala i v kombinaci s výkonnějším provedením motoru 1,1 l.
Zlaté časy mimořádně bohaté nabídky skončily v létě 1970, kdy byla ukončena výroba modelů Olympia i většiny vozů Kadett B s motory 1,7 a 1,9 l – výjimkou byl jen sportovně laděný Rallye Kadet 1900. V srpnu 1971 prošla modelová řada Kadett B poslední inovací, dostala novou černou masku, motor 1,2 l výkonu 60 k (44 kW) a lehce se změnil i zevnějšek špičkových verzí Rallye Kadett. Produkce vozů Kadett B byla ukončena v červenci 1973. Celkem bylo vyrobeno přes 2,6 milionu těchto oblíbených automobilů (z toho asi 419 000 kombi Caravan), plus asi 80 tisíc blízce příbuzných vozů Olympia.
Mechanické skupiny a motor Kadett B použilo kupé Opel GT inspirované tvary Chevrolet Corvette.

## Kadett C 1973–1979

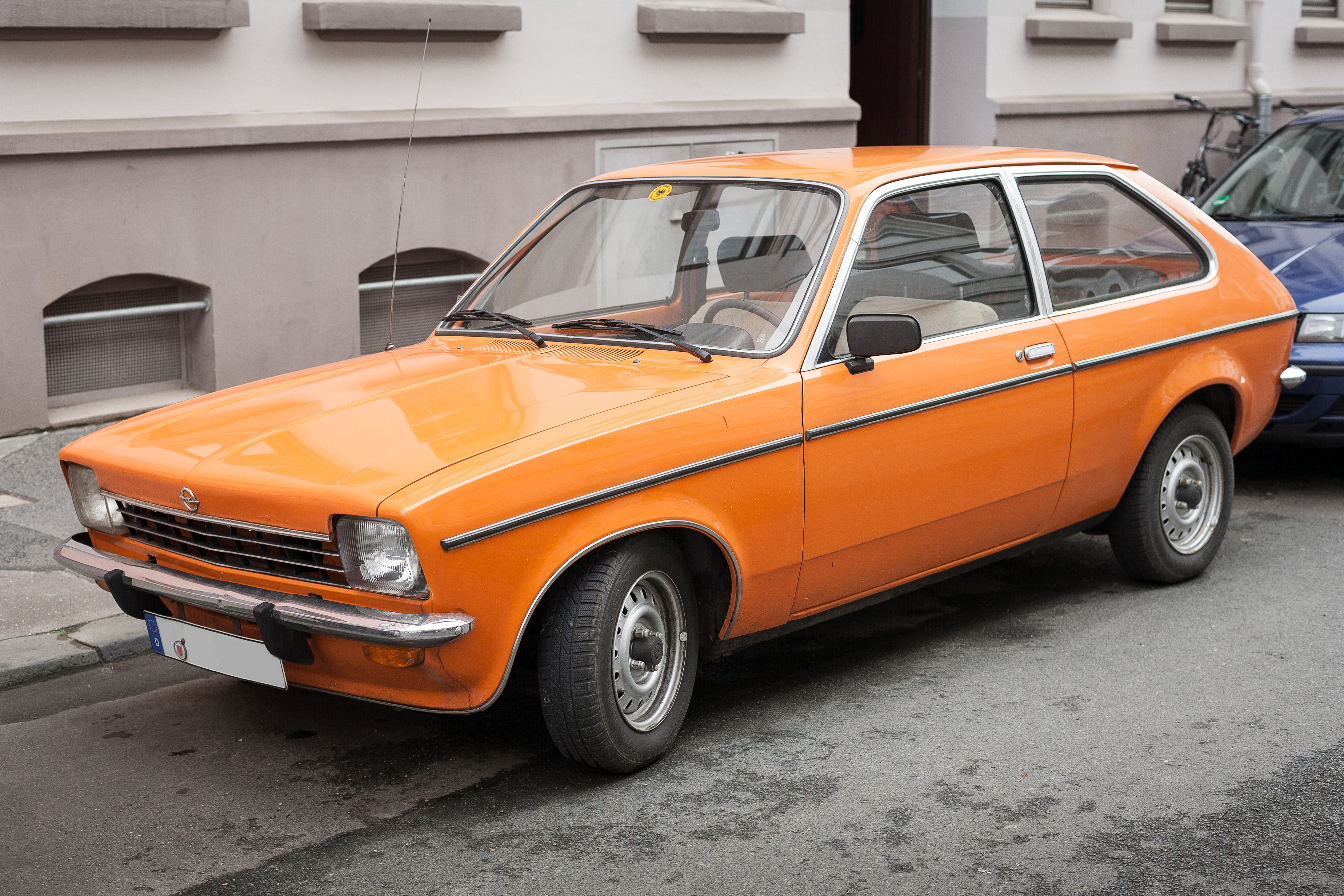
Kadett C City (před faceliftem 1977)

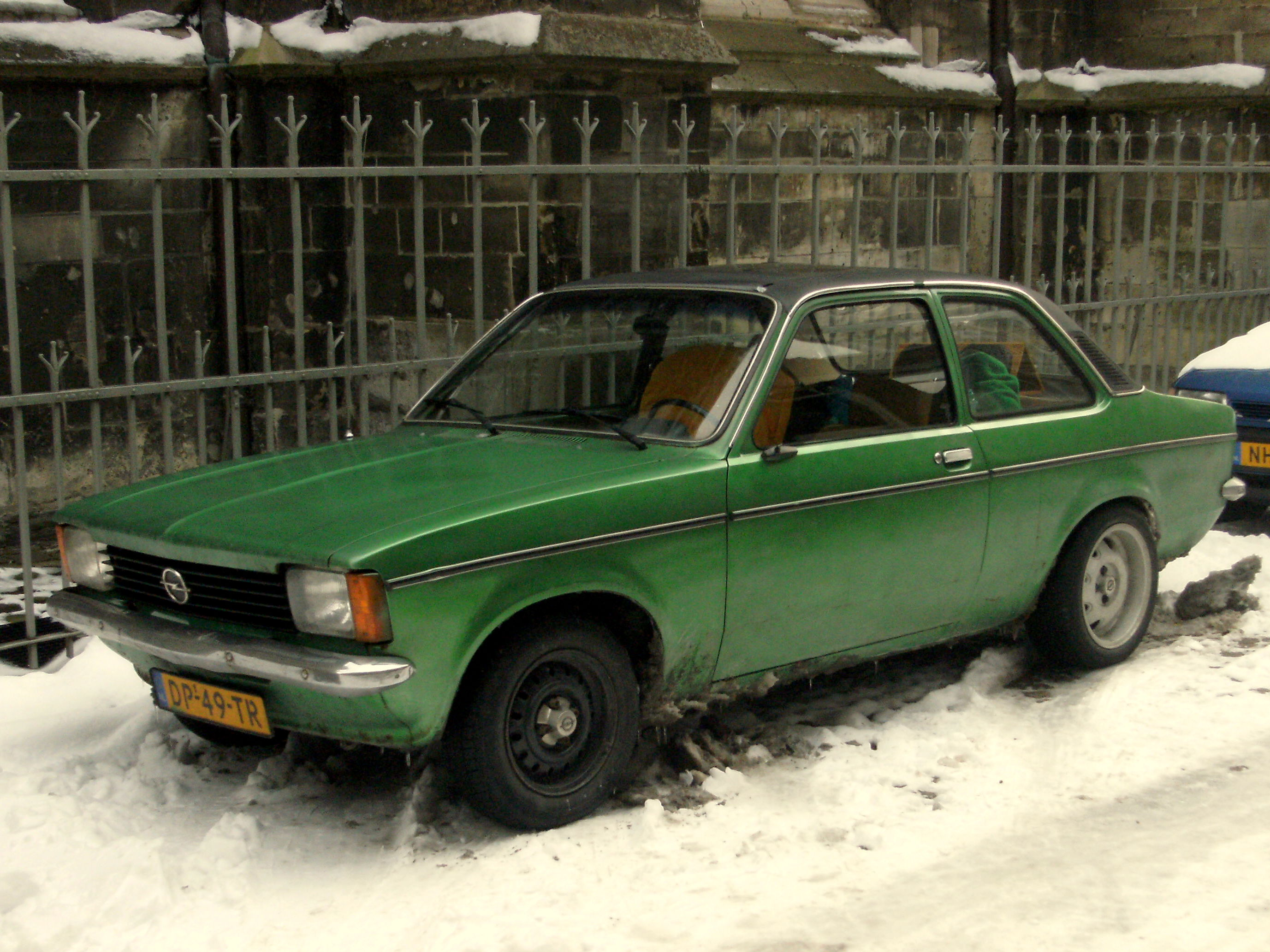
Kadett C (po faceliftu 1977)

Kadett C byl představen až koncem října 1973. Původně připravovaný výrazně větší se vyráběl coby úplně nová řada Ascona už od října 1970. Kadett C byl trochu menší než předešlý, aby Asconě nekonkuroval. Za hospodářské recese způsobené ropným šokem přišla jeho rozumnější velikost a hmotnost vhod.
Kadett C poskytl celosvětovou platformu T koncernu GM, na níž byly postaveny Vauxhall Viva, Chevrolet Chevette, argentinský Opel K 180, australský Holden Gemini a japonský Isuzu Gemini.
Kadett C se vyráběl v pěti karosářských variantách: dvou a čtyřdveřový sedan, kupé, kombi a od května 1975 hatchback s názvem Kadett City, který byl odvozen z hatchbacku Vauxhall Viva. Hatchback s praktickým přístupem do zavazadlového prostoru byl menší a vhodnější do města. Nastupující trend hatchbacků ovlivnil následují Kadetty.
Tato generace byla poslední, která měla pro Kadett typický pohon zadních kol. V nabídce motorů si každý vybral to, po čem toužil. Základním motorem byl čtyřválec 1 litr (29 kW), dále 1,2 N (40 kW), 1,2 S (44 kW), 1,6 S (55 kW). Vrcholnou verzi tvořil silný dvoulitr s 81 kW.
Výroba byla ukončena v červenci 1979, po závodní dovolené ho nahradil nástupce – Kadett D.
Celkem se vyrobilo 1 701 075 Kadettů C.

## Kadett D 1979–1984

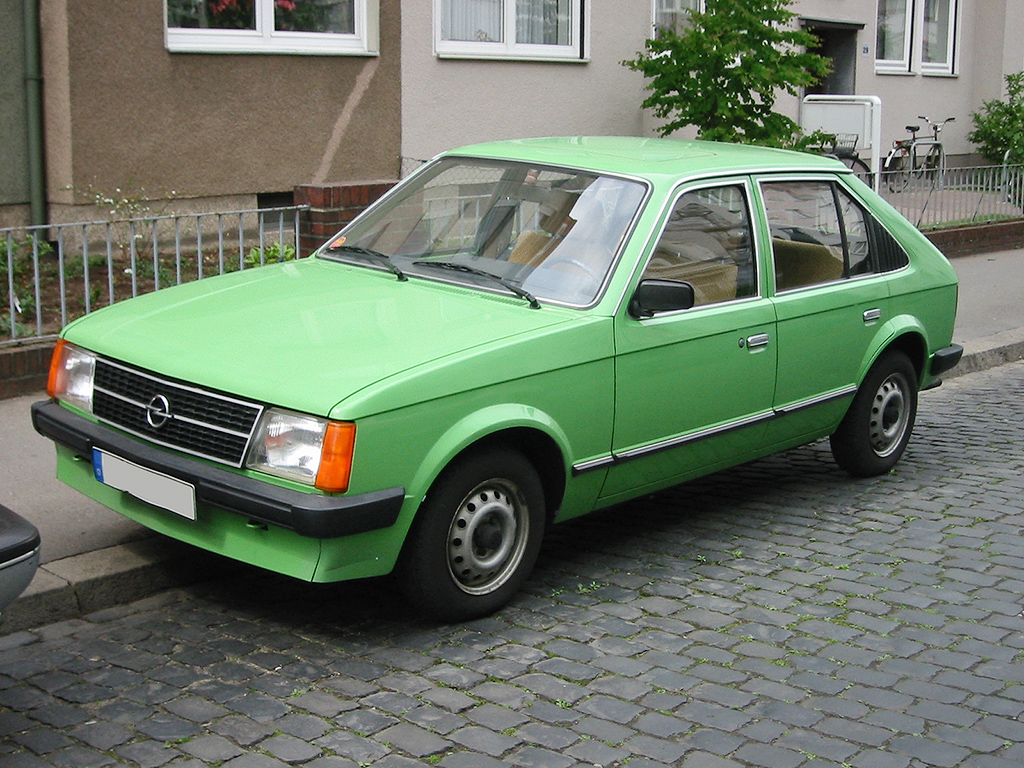
Kadett D

Vývoj Kadettu D probíhal po první ropné krizi. Náležitá pozornost byla věnována snížení spotřeby paliva. Přísně úsporná opatření vedla ke konstrukci lehčího menšího vozu. Poměrně dramatické omezení celkových rozměrů při zachování podobného vnitřního prostoru umožnil přechod na pohon předních kol. Péče věnovaná aerodynamice přinesla koeficient odporu vzduchu pouhých Cx = 0,39. Patřil k aerodynamicky nejlépe řešeným vozům své třídy. S karoserií sedan se nevyráběl. Výroba probíhala od srpna 1979 do července 1984.
Kadett D se prodával s motory 1,0 N, 29 kW/40 koní (OHV), 1,0 S, 37 kW/50 koní (OHV), 1,2 N, 39 kW/53 koní (OHV), 1,2 S, 44 kW/60 koní (OHV), 1,2 S, 40 kW/55 koní (OHC), 1,3 N, 44 kW/60 koní (OHC), 1,3 S, 55 kW/75 koní (OHC), 1,6 S, 66 kW/90 koní (OHC) až po 1,8 E, 85 kW/115 koní (OHC) s nepřímým vstřikováním paliva pro model GTE. Diesel 1,6 D, 40 kW/54 koní (OHC) byl v nabídce od roku 1982.
V továrnách Vauxhall nahradil Kadett D coby Vauxhall Astra výrobu modelu Viva. U něj ani nevadilo nesdílení jednotné platfory GM, spíš pokles kvality a prodejů pro tehdejší časté stávky pracovníků v Británii. Prodejní sítě dvou různých značek zde tak nabízely stejné vozy, dokud Opel nabídku neomezil na vybrané modely Kadett.
Celkem se vyrobilo 2 056 771 Kadettů D.

## Kadett E 1984–1991 (1993)

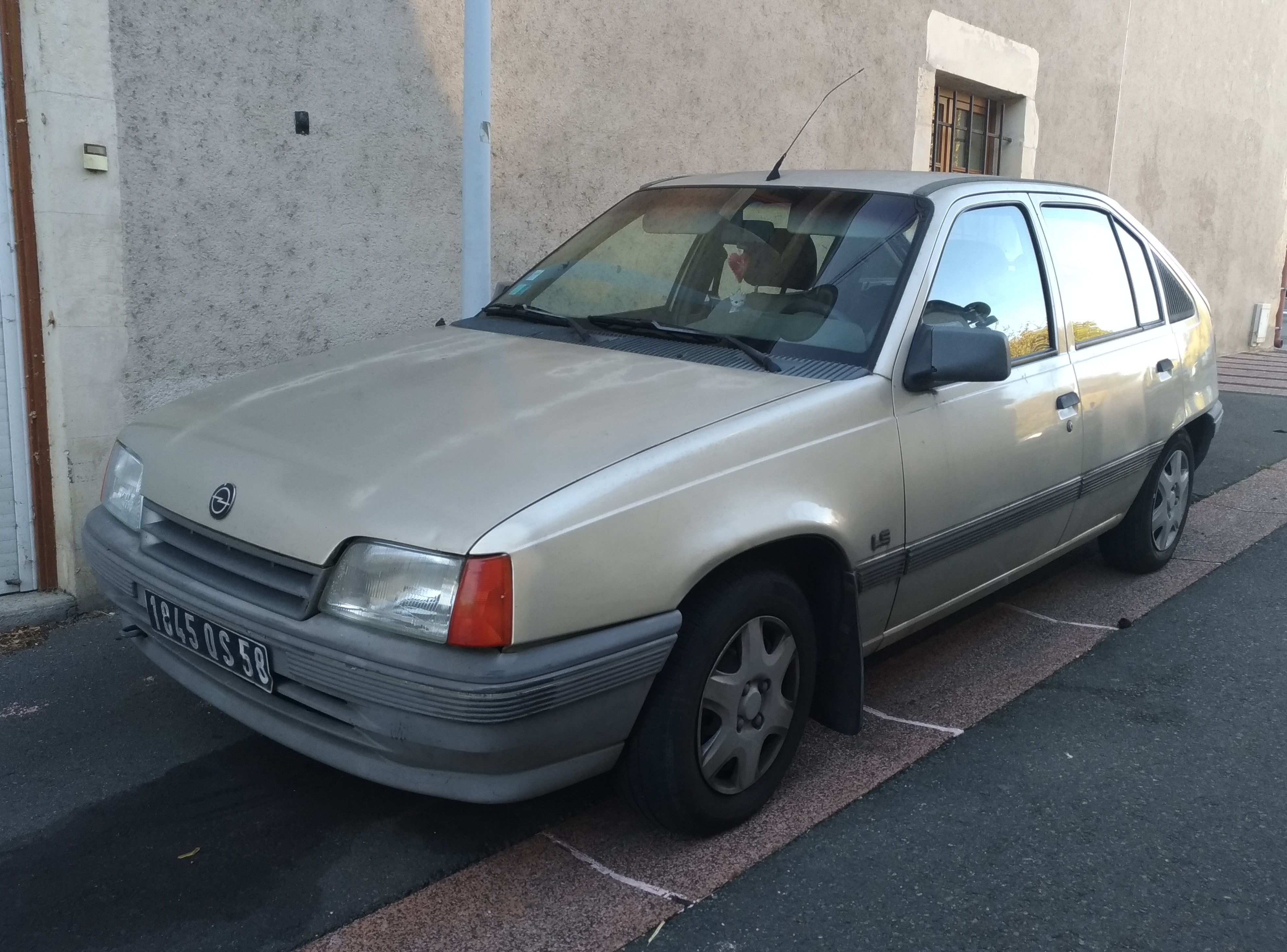
Kadett E

Kadett E byl představen v srpnu 1984 a zvolen autem roku 1985, přestože velmi připomínal a v mnohém vycházel z předchůdce. Ještě propracovanější aerodynamika snížila koeficient odporu vzduchu na 0,32. Sportovní verze GSi s dodatečnými úpravami měly Cx jen 0,30 a byly dokonce nejaerodynamičtějšími hatchbacky. Vajíčkový vzhled se rychle stal normou, protože soupeři najednou nejenže vypadali, ale z aerodynamického hlediska byli staří. Pro konzervativní zákazníky se do nabídky vrátil sedan se stupňovitou zádí.
Zážehové motory dostaly vstřikování paliva. Zprvu jako volitelné, později povinné kvůli instalaci katalyzátoru výfukových plynů. Nejvýkonnější verze změnila označení na GSi a později i objem na 2,0 litry. Se šestnácti ventily poskytovala výkon 110 kW/150 koní. Diesel se během výroby změnil na 1.7 D, 42 kW (57 koní) a přibyly mu přeplňované verze 1.5 TD, 53 kW (72 koní) a 1.7 TD 60 kW (82 PS) vyvinuté Isuzu. Vše OHC.
Do května 1991, kdy výroba skončila, se vyprodukovalo 3 779 289 Kadettů E. Kabriolet navrhl a z velké části vyráběl Bertone od května 1987 do května 1993. Kromě Vauxhallu Astra se Kadett E vyráběl i jako Opel Monza (Jihoafrická republika), Vauxhall Belmont (Velká Británie), Chevrolet Kadett (Brazílie), Daewoo Racer (Jižní Korea) a z jeho základů vyšel např. i Daewoo Nexia.

## modelová řada F

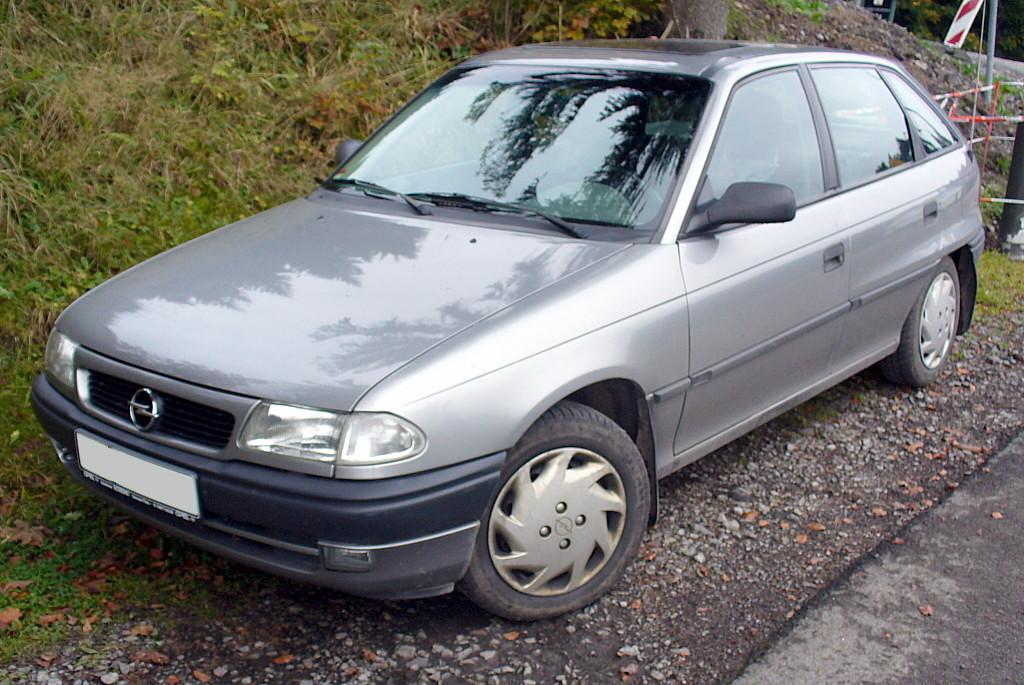
Astra F, nástupce modelové řady Kadett

U řady F došlo k přejmenování úspěšného a zavedeného označení Kadett na Opel Astra. V říjnu 1991 ji koncern GM představil coby svůj globální kompaktní model pro pět světových kontinentů. Německy znějící titul důstojnických kandidátů zaměnil za latinské pojmenování hvězd převzaté od britského sourozence Vauxhall Astra, což očekával málokdo. Nově se začala prodávat s abecedním pořadím F následujícím po posledním modelu Kadett.
Od modelové řady F se očekávala výraznější změna stylisticky téměř nezměněné karoserie dvou předchozích generací Kadett. Zajistily ji nižší čelní světlomety, prosklený zadní boční sloupek bez rozměrného plastu a ještě více aerodynamicky zaoblenější karoserie.

## Závodní verze

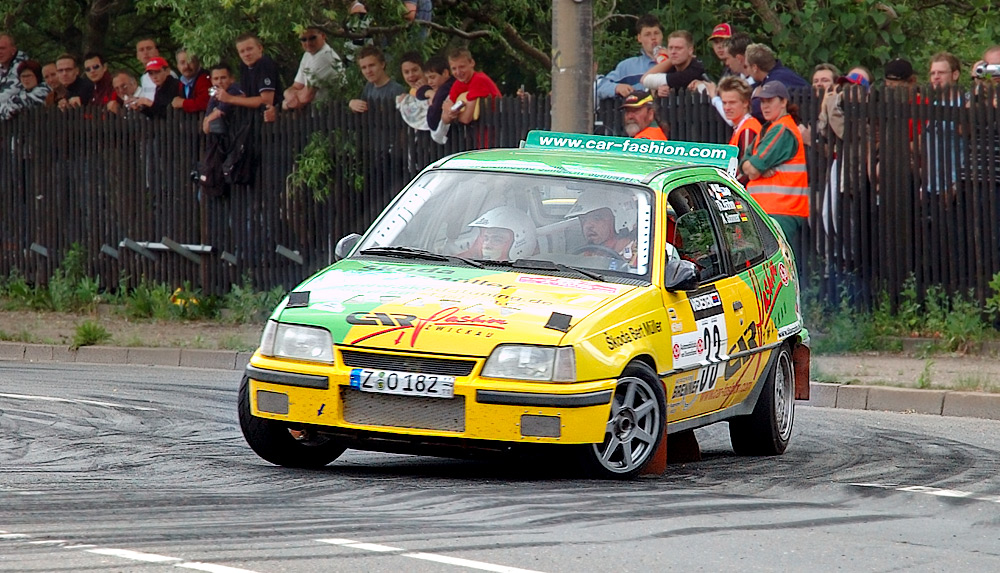
Závodní Kadett E GSi

Opel Kadett se od roku 1966 pravidelně objevoval v soutěžích rallye.
V roce 1988 vyhrál Kadett GSi 16V Rallye Nový Zéland.
Upravený speciál skupiny B s pohonem 4x4 a karoserií poslední generace Kadett E měl být nástupcem závodního Opelu Manta 400. Plánovala se účast na mistrovství světa rallye 1987. Kvůli zrušení skupiny nebyl nasazen. Jedinými jeho starty byla Rallye Dakar 1986, Rallye Dakar 1987 a několik Afrických maratonských rallye. John Welsch s vozem startoval v rallycrossu v roce 1988. Dodnes není známo, kolik vozů bylo vyrobeno. Karoserie byla výlučně z kevlaru. První prototypy používaly motor Ford 1,8 litru o 380 kW, později je nahradil vlastní přeplňovaný turbomotor s elektronickým vstřikováním. Turbodmychadlo dodala firma KKK a šestistupňovou převodovku firma Xtrac. Kola byla nezávisle zavěšena na lichoběžníkových nápravách. Vůz vážil 960 kg, byl dlouhý 3998 mm a široký 1665 mm.